# Pouru-Saint-Remy
Pouru-Saint-Remy je francouzská obec v departementu Ardensko v regionu Grand Est. V roce 2011 zde žilo 1 244 obyvatel.

## Sousední obce
Brévilly, Douzy, Escombres-et-le-Chesnois, Francheval, Pouru-aux-Bois, Sachy, Tétaigne

## Vývoj počtu obyvatel
Počet obyvatel 